# 966
966 (CMLXVI) fue un año común comenzado en lunes del calendario juliano, en vigor en aquella fecha.

## Acontecimientos
- Ramiro III de León es proclamado rey a la edad de 5 años.

## Nacimientos
- Fujiwara no Michinaga, político japonés.

## Fallecimientos
- Flodoardo, religioso francés.
- 4 de julio - Benedicto V, papa de la Iglesia Católica.
- Sancho I de León, rey de León
- Miró de Barcelona, conde de Barcelona, Gerona y Osona